# جينيفر ليك
جينيفر ليك هي ممثلة كندية، ولدت في 28 سبتمبر 1947 في كارديف في ويلز.

## أعمال

### مسلسلات
- عالم آخر

## وصلات خارجية
- جينيفر ليك على موقع IMDb (الإنجليزية)
- جينيفر ليك على موقع قاعدة بيانات الفيلم (الإنجليزية)